# Oblast tmavé oblohy
Oblast tmavé oblohy, park tmavé oblohy nebo rezervace tmavé oblohy je území s nízkou úrovní světelného znečištění. Slouží k pozorování noční oblohy a k informování o této problematice. Dále slouží k ochraně noční přírody a krajiny.
Nejstarší stálá oblast se nachází v Torrance Barrens v Ontariu v Kanadě. Na celém světě je přes 40 oblastí, parků či rezervací tmavé oblohy. V Evropě jich je celkem sedmnáct, z toho čtyři v Česku. Pro vznik oblastí parků a rezervací neexistují mezinárodní standardní normy a každý stát si vytváří vlastní.

## Oblasti tmavé oblohy v Evropě

### Česko
1. Jizerská oblast tmavé oblohy (2009) – první mezinárodní oblast tmavé oblohy na světě. Rozkládá se na území Česka a Polska.[1]
2. Beskydská oblast tmavé oblohy (2013) – druhá mezinárodní oblast tmavé oblohy na světě. Rozkládá se na území Česka a Slovenska.[2]
3. Manětínská oblast tmavé oblohy (2014)[3]
4. Podyjská oblast tmavé oblohy (2016[4])[5]

### Irsko
1. Iveragh Peninsula (2014)

### Maďarsko
1. Park hvězdného nebe Zselic (2009)
2. Park hvězdného nebe Hortobágy (2011)

### Německo
1. Naturpark Westhavelland, Brandenburg (2014)[6]
2. Sternenpark, Nationalpark Eifel (2014)[7]
3. Sternenpark Rhön Hesse (2014)[6]

### Polsko
1. Jizerská oblast tmavé oblohy (2009) – první mezinárodní oblast tmavé oblohy na světě. Rozkládá se na území České republiky a Polska.[1]
2. Park hvězdného nebe Bieszczady (2013)

### Slovensko
1. Park tmavé oblohy Poloniny (2010)
2. Beskydská oblast tmavé oblohy (2013) – druhá mezinárodní oblast tmavé oblohy na světě. Rozkládá se na území České republiky a Slovenska.[2]
3. Park tmavé oblohy Veľká Fatra (2015)[8][9]
4. Tripark tmavé oblohy Východné Karpaty (2016) – první trilaterální oblast tmavé oblohy na světě. Rozkládá se na území Parku tmavé oblohy Poloniny na Slovensku, Parku hvězdného nebe Bieszczady v Polsku a Zakarpatského parku tmavé oblohy na Ukrajině.

### Spojené království
1. Galloway Forest Park (2009)
2. Sark (2011)
3. Exmoor National Park (2011)
4. Brecon Beacons (2013)
5. Národní park Northumberland (2013)
6. Isle of Coll (2013)

### Ukrajina
1. Zakarpatský park tmavé oblohy (2016)